# Liste des distinctions de Nelson Mandela
Nelson Mandela a reçu plus de deux cent cinquante prix et récompenses nationales et internationales sur plus de quarante ans.

## Prix

### Années 1970
- 1979 : Prix Jawaharlal Nehru

### Années 1980
- 1981 : Prix Bruno-Kreisky
- 1983 : Prix international Simón Bolívar (en) de l'UNESCO, partagé avec Juan Carlos Ier
- 1985 : Prix Ludovic-Trarieux
- 1986 : Médaille international DuBois de la National Association for the Advancement of Colored People
- 1986 : Prix de la paix de la Fondation Alfonso Comin, à Barcelone
- 1986 : Prix international de la paix et de la liberté du Workers International Centre de Stockholm
- 1986 : Third World Prize de la Strategic and International Studies Group of Malaysia, le 5 mai 1986
- 1987 : Archivo Disarmo Golden Doves for Peace International Award[1]
- 1988 : Bremen Solidarity Prize, en Allemagne de l'Ouest
- 1988 : Médaille de la paix de la ville de Leucade en Grèce, en août 1988
- 1988 : Prix Sakharov decerné par le Parlement européen, en octobre 1988
- 1988 : United Nations Human Rights Fourth Award, le 10 décembre 1988
- 1989 : Augusto César Sandino Award donné par le président du Nicaragua, Daniel Ortega, le 21 février 1989
- 1989 : Prix de la paix du Tipperary Peace Committee en Irlande.
- 1989 : Prix Kadhafi des droits de l'homme à Tripoli.

### Années 1990
- 1990 : Prix Lénine pour la paix de l'URSS. Il est le dernier lauréat de ce prix.
- 1990 : Bharat Ratna, plus haute distinction de l'Inde, il est la 23e personne au monde à recevoir cet honneur, et le premier non-indien.
- 1991 : Prix Carter–Menil des droits de l'homme (en) aux États-Unis le 8 décembre 1991.
- 1991 : Prix Félix-Houphouët-Boigny pour la recherche de la paix de l'UNESCO, partagé avec Frederik Willem de Klerk. Ils sont les premiers lauréats de cette distinction[2].
- 1992 : Prix Princesse des Asturies, partagé avec Frederik Willem de Klerk.
- 1992 : Médaille Isitwalandwe (en) de l'ANC
- 1992 : Prix Atatürk de la paix. Il refuse ce prix en citant les exactions commises contre les Kurdes en Turquie.
- 1993 : Gleitsman Foundation International Activist Award à Johannesbourg, le 12 mai 1993.
- 1993 : Médaille de la liberté de Philadelphie (en) avec Frederik de Klerk. Le prix est remis par le Président des États-Unis, Bill Clinton.
- 1993 : Apostolic Humanitarian Award à Johannesbourg, le 15 septembre 1993.
- 1993 : Programme Fulbright, à Washington DC le 1er octobre 1993.
- 1993 : Prix Nobel de la paix, le 10 décembre 1993.
- 1993 : Nommé Personnalité de l'année selon Time Magazine.
- 1994 : New Nation/Engen Man of the Year Flame of Distinction award, le 24 mars 1994.
- 1994 : Bishop John T. Walker Distinguished Humanitarian Service Award (en), le 28 décembre 1994.
- 1995 : Africa Peace Award, remis par l'ACCORD (African Centre for the Constructive Resolution of Disputes) et l'OAU (Organisation de l'unité africaine), à Durban en mars
- 1995 : Pretoria Press Club's 1994 Newsmaker of the Year Award, à Prétoria, le 20 juillet 1995
- 1995 : Homme d'état de l'année de la Harvard Business School, le 14 décembre 1995
- 1995 : The Wolf Award (en), décerné en Afrique du Sud, par le Canadien aborigène Phil Fontaine et George Muswagon
- 1996 : Prix Indira Gandhi dans la catégorie Justice internationale, délivré à New Delhi en janvier
- 1996 : World Citizenship Award (en) de l'Association mondiale des guides et éclaireuses
- 1996 : U Thant Peace Award (en)[3]
- 1996 : Médaille du centenaire de la Bataille d'Adwa, remis par le prince d'Éthiopie, Ermias Sahle Sélassié (en)[4]
- 1997 : Musée Nelson Mandela de Soweto ouvre à Soweto, le 29 novembre 1997
- 1998 : Chris Hani Award, remis par le Parti communiste sud-africain lors du 10e congrès national, le 1er juillet 1998
- 1998 : Médaille d'or du Congrès, remis à Washington le 23 septembre 1998
- 1999 : Award in Recognition of his Contribution to Democracy, de la part de la Cour suprême du Sport Africa, le 19 novembre 1998
- 1999 : Prix allemand des médias, remis à Baden-Baden, en Allemagne le 28 janvier 1999[5]

### Années 2000
- 2002 : Médaille du jubilé d'or d'Élisabeth II du Canada, le 6 février 2002
- 2002 : Médaille présidentielle de la Liberté décernée par le président des États-Unis George W. Bush, le 9 juillet 2002 à Washington DC
- 2004 : Africa Elephant Award décerné par l'Africa Scout Region (en)
- 2006 : Prix Ambassadeur de la conscience décerné par Amnesty International[6]
- 2006 : Médaille Giuseppe Motta (en)
- 2006 : Ahimsa Award (en), de l'Institut du Jaïnisme de Grande-Bretagne[7]
- 2006 : South African Red Cross Society Humanitarian Award
- 2009 : Arthur Ashe Courage Award, décerné par Venus Williams et Serena Williams

### Années 2010
- 2012 : Médaille du jubilé de diamant d'Élisabeth II du Canada, le 6 février 2012

## Honneurs
- 1964 : Élu président d'honneur du Syndicat étudiant de l'Université de Leeds
- 1975 : Membre d'honneur à vie du Syndicat étudiant de l'Université de Londres
- 1982 : Élu président d'honneur à vie du Syndicat étudiant du London School of Economics
- 1983 : Citoyen d'honneur de Rome Italie, en février 1983
- 1983 : Citoyen d'honneur d'Olympie en Grèce, le 17 mars 1983
- 1984 : Élu membre d'honneur des Associations étudiantes de l'Université de Strathclyde en Ecosse
- 1985 : Citoyen d'honneur de Rio de Janeiro au Brésil, en octobre 1985
- 1985 : La WAJAAP (Writers And Journalists Against Apartheid), une association d'écrivain et journaliste nigérians, lui confère le titre de Life Patron
- 1984 : Élu membre d'honneur de la National Union of Seamen (en) au Royaume-Uni
- 1986 : Élu président d'honneur à vie du syndicat national des mineurs de l'Afrique du Sud
- 1988 : Élu membre d'honneur du National Union of Teachers (en) au Royaume-Uni
- 1988 : Citoyen d'honneur de 9 villes grecques : Egaleo, Ellinikó, Glyfada, Héliopolis, Kaisariani, Néa Filadélfia, Nikaia, Preveza et Zográfou[8]
- 1988 : Citoyen d'honneur de la ville de Bologne en Italie
- 1990 : Le Zimbabwe fait du 5 mars, un jour férié nommé le Mandela Day.
- 1992 : Nommé Chancelier de l'Université du Limpopo
- 1995 : Nommé Freedom d'Uitenhage, le 14 septembre 1995
- 1995 : Nommé membre d'honneur des Colleges of Medicine of South Africa (en), à Johannesburg, 17 octobre 1995
- 2001 : Citoyen d'honneur du Canada, le 19 novembre 2001

## Doctorathonoris causa
Il a obtenu plus de 70 doctorats honoris causa :
- Université nationale du Lesotho ( Lesotho, 29 septembre 1979)[9]
- City College of New York en Droits ( États-Unis, 5 juin 1983)
- Université de Lancaster en Droits ( Royaume-Uni, 1983)[10]
- Université libre de Bruxelles ( Belgique, 13 janvier 1984)
- Université de Strathclyde ( Royaume-Uni, 3 juillet 1985)[10]
- Université Ahmadu Bello ( Nigeria, décembre 1985)
- Université fédérale de Rio de Janeiro ( Brésil, 1985)
- Université de Calcutta en Lettres ( Inde, 1986)
- Université du Zimbabwe en Droits ( Zimbabwe, 1986)
- Ross University School of Medicine (en) ( Barbade, 1987)
- Université du Michigan  ( États-Unis, 1987)
- Université de La Havane ( Cuba, 1987)
- Université Trent ( Canada, 1987)
- Université de Leipzig ( Allemagne, 11 novembre 1987)
- Université de Carabobo (en) ( Venezuela, juin 1988)
- Université de l'Ouest du Michigan ( États-Unis, juin 1988)
- Université de Bologne en Science politique ( Italie, 12 septembre 1988)
- Université York en Droits ( Canada, 16 juin 1989)
- Université du Caire ( Égypte, mai 1990)
- Université de Malaya ( Malaisie, novembre 1990)
- Université du Cap-Occidental en Droits ( Afrique du Sud, 28 novembre 1990)
- Université du Cap en Droits ( Afrique du Sud, 1990)
- Université du Witwatersrand en Lettres ( Afrique du Sud, 6 septembre 1991)
- Texas Southern University (en) en Lettres ( États-Unis, 1991)[11]
- Université des Indes occidentales ( Jamaïque, juillet 1991)
- Université de Fort Hare ( Afrique du Sud, 9 mai 1992)
- Université Cheikh-Anta-Diop ( Sénégal, 30 juin 1992)[12]
- Clark Atlanta University (en) ( États-Unis, 10 juillet 1993)
- Université Soochow ( Taïwan, 1er août 1993)
- Université libre de Bruxelles ( Belgique, 8 octobre 1993)
- Université Howard ( États-Unis, 7 octobre 1994)
- Université d'Afrique du Sud ( Afrique du Sud, 1994)
- Université d'Oxford en Droits ( Royaume-Uni, 1996)[13]
- Université de Cambridge en Lettres ( Royaume-Uni, 1996)[13]
- London School of Economics ( Royaume-Uni, 1996)[13]
- Université de Bristol ( Royaume-Uni, 1996)[13]
- Université de Nottingham ( Royaume-Uni, 1996)[13]
- Université de Warwick ( Royaume-Uni, 1996)[13]
- Université De Montfort ( Royaume-Uni, 1996)[13]
- Université calédonienne de Glasgow ( Royaume-Uni, 1996)[13]
- Université Panthéon-Sorbonne ( France, 15 juillet 1996)
- Université de Stellenbosch ( Afrique du Sud, 25 octobre 1996)
- Université des Philippines ( Philippines, 2 mars 1997)
- Université Chulalongkorn ( Thaïlande, 17 juillet 1997)
- Université Ben Gourion du Néguev ( Israël, 19 septembre 1997)
- Université de Pretoria ( Afrique du Sud, 4 décembre 1997)
- Université d'Australie-Méridionale ( Australie, 23 avril 1998)
- University of Zululand (en) ( Afrique du Sud, 30 mai 1998)
- Université de Maurice ( Maurice, 11 septembre 1998)
- Université Harvard ( États-Unis, 18 septembre 1998)[14]
- Université de Leyde ( Pays-Bas, 12 mars 1999)
- Académie des sciences de Russie ( Russie, 30 avril 1999)
- Université du Botswana en Droits ( Botswana, 14 octobre 1999)
- Université d'Uppsala en Droits ( Suède, 22 janvier 2000)[15]
- Trinity College (Dublin) en Droits ( Irlande, 11 avril 2000)
- Université nationale australienne en Lettres  ( Australie, 6 septembre 2000)
- Université technologique de Sydney en Droits ( Australie, 2000)
- Université Ryerson ( Canada, 17 novembre 2001)
- Université de l'État-Libre ( Afrique du Sud, 2001)
- Université de Hong Kong en Droits ( Chine, 21 mars 2002)
- Université Rhodes en Droits ( Afrique du Sud, 6 avril 2002)
- Université du Ghana ( Ghana, 24 avril 2002)
- Université nationale d'Irlande à Galway ( Irlande, 20 juin 2003)
- Université libre de Tanzanie en Lettres ( Tanzanie, 2003)
- Open University en Droits ( Royaume-Uni, 5 février 2004)[16]
- Amherst College ( États-Unis, 12 mai 2005)[17]
- Universiti Teknologi MARA ( Malaisie, 2006)
- Université du Massachusetts en Lettres ( États-Unis, février 2006)[18]
- Université d'État du Michigan en Lettres ( États-Unis, 2008)
- Université Queen's de Belfast ( Royaume-Uni, 1er juillet 2008)[19]
- Université Brown en Droits ( États-Unis, mai 2010)[20]
- Université Queen's ( Canada, 28 octobre 2010)

Il a refusé plusieurs doctorats d'honneur dans sa vie:
- Université de Leeds ( Royaume-Uni, 2001)[21]
- Leeds Metropolitan University (en) ( Royaume-Uni, 2001)[21]

## Nommé en son honneur
- 1973 : une particule atomique découvert par des scientifiques de l'Université de Leeds est nommé la Mandela particule, nom qui ne restera pas[22].
- 1983 : Les syndicats étudiants des universités de Warwick, Coventry et de South Bank de Londres ont nommé un de leurs salons au nom de Nelson Mandela.

### Lié aux municipalités
- 1981 : Borough londonien de Brent - La première rue britannique nommé en son nom, Mandela Close.
- 1983 : Kingston upon Hull - Le jardin municipal est nommé Nelson Mandela Gargens en mai 1983.
- 1983 : New York - le square en face de la mission de l'Afrique du Sud à l'ONU est renommé le Nelson and Winnie Mandela Plaza
- 1983 : Harlow - Une route majeure est renommée le 18 juillet 1983.
- 1983 : Leeds - Les Jardins Nelson Mandela sont créés le 10 décembre 1983.
- 1984 : Borough londonien de Camden - La rue hébergeant les locaux de l'association Anti-Apartheid Movement a renommé la rue Mandela Street
- 1984 : Borough londonien de Hackney - Le Mandela House est inauguré en avril 1984[23].
- 1985 : Borough londonien de Southwark - Une nouvelle rue Mandela Way est créée.
- 1985 : Nottingham - La ville renomme une de ses salles de sport[10].
- 1985 : Huddersfield - L'espace dédié aux orateurs est baptisé Nelson Mandela Corner en septembre 1985.
- 1985 : Dakar - Le président du Sénégal Abdou Diouf inaugure le Soweto Square et l'Avenue Nelson Mandela au centre de Dakar le 6 décembre 1985.
- 1986 : Leicester - Création du Nelson Mandela Park (en) le 6 août 1986
- 1986 : Glasgow - La Saint George's Place qui accueillait le consulat d'Afrique du Sud a été renommé Nelson Mandela Place.
- 1988 : Montreal - Un parc à Montreal a été renommé Parc Winnie et Nelson Mandela. Il sera renommé en 1998 le Parc Nelson Mandela.
- 1988 : New Delhi - La rue Nelson Mandela Road (en) est inaugurée le 10 décembre 1988
- 1989 : Nurenberg - La Nuremberg Platz est renommé Nelson Mandela Platz en juin 1989.
- 1989 : Clayes-sous-Bois - Inauguration de la Place Nelson Mandela en septembre 1989.
- 1995 : Barrage de Katse (Lesotho) - Une rue Nelson mandela Road est inauguré le 13 juillet 1995.
- 1997 : Harare - La Baker Avenue est renommé Nelson Mandela Avenue le 19 mai 1997.
- 1997 : Kampala - Le stade national est renommé Mandela National Stadium
- 1998 : Montréal - L'un des parcs de la ville est nommé Parc Nelson-Mandela, le 14 septembre 1998
- 2000 : Berlin - Nelson Mandela School (en)
- 2003 : Johannesbourg - Le pont Nelson Mandela Bridge est inauguré
- 2005 : Port Elizabeth - 3 universités fusionnent pour donner l'Université métropolitaine Nelson Mandela
- 2013 : Paris - Le Jardin des Halles est renommé Jardin Nelson-Mandela le 5 décembre 2013[24]

En 2015 en France, 22 établissements scolaires portent son nom, comme le lycée Nelson-Mandela à Nantes.

### Statues
- 1983 : Une sculpture est dédiée à Nelson Mandela dans le Merrion Square de Dublin, le 18 juillet 1983[10].
- 1985 : Une statue est érigée dans le Greater London Council, et est présenté par Oliver Tambo, le 28 octobre 1985
- 2004 : Le Sandton Square de Johannesbourg est renommé le Nelson Mandela Square (en), avec la mise en place d'une statue de bronze de 6 mètres de haut.
- 2007 : Le Westminster City Council (en) a accepté la mise en place d'une statue de Mandela devant le palais de Westminster à Londres
- 2013 : Une statue de bronze 9 mètres de haut est inaugurée le 16 décembre 2013 devant les Union Buildings de Pretoria
- 2013 : Une statue de 2,7 mètres de haut est dévoilée le 21 décembre 2013 devant l'ambassade d'Afrique du Sud aux États-Unis, à Washington DC[26]
- 2018 : Une statue a été dévoilée sur le balcon de l'hôtel de ville du Cap le 24 juillet 2018[27].

## Décorations
- Étoile de l'amitié des peuples ,  République démocratique allemande
- Membre de l'ordre de la Plage Girón, remis par Fidel Castro en 1984,  Cuba
- Grand commandeur de l'ordre de la République fédérale en 1990,  Nigeria
- Deuxième classe de l'ordre d'Uhuru Torch en 1990,  Tanzanie
- Membre de l'ordre d'Agostinho Neto en 1990,  Angola
- Membre de la Nishan-e-Pakistan (en) en 1992,  Pakistan
- Grand-croix de la Légion d'honneur, le président François Mitterrand a remis les insignes de grand-croix le 28 décembre 1994[28],  France
- Grand cordon de l'ordre de l'Étoile Brillante le 31 juillet 1993,  Taïwan
- Membre d'honneur de l'ordre du Mérite du Commonwealth, par la reine Élisabeth II en 1995,  Royaume-Uni
- Chevalier de l'ordre de l'Éléphant, remise par la reine Margrethe II, le 18 février 1996,  Danemark[29]
- Grand-croix de l'ordre national du Mali, remis le 3 mars 1996 à Bamako,  Mali
- Chevalier de l'ordre des Séraphins, le 3 février 1997,  Suède
- Compagnon d'honneur de l'ordre du Canada, remis par le gouverneur général du Canada Roméo LeBlanc, le 24 septembre 1998[30],  Canada
- Grand-croix avec collier de l'ordre de Saint-Olaf, remis par le roi Harald V, en 1998,  Norvège
- Première classe de l'ordre du Prince Iaroslav le Sage, remis le 5 mai 1999 à Cape Town,  Ukraine
- Compagnon d'honneur de l'ordre d'Australie, remis le 9 juin 1999 par le premier ministre d'Australie John Howard,  Australie
- Chevalier de l'ordre du Lion d'or de la maison de Nassau, remis le 10 mars 1999,  Pays-Bas
- Chevalier du collier de l'ordre d'Isabelle la Catholique, remis par le roi Juan Carlos Ier. L'obtention du collier confère le statut de chevalier de la noblesse espagnole.  Espagne
- Catégorie platinium de l'ordre de Mapungubwe en 2002,  Afrique du Sud
- Baillis grand-croix du Très vénérable ordre de Saint-Jean en 2004[31]
- Membre de l'ordre du Sourire en 2004,  Pologne
- Première classe de l'ordre de l'Étoile de platine en 2008,  Bulgarie
- Collier de l'ordre de l'Aigle aztèque en 2010,  Mexique
- Médaille du jubilé de diamant d'Élisabeth II remis le 6 février 2012,  Canada